# فرودگاه خوئیز د فورا

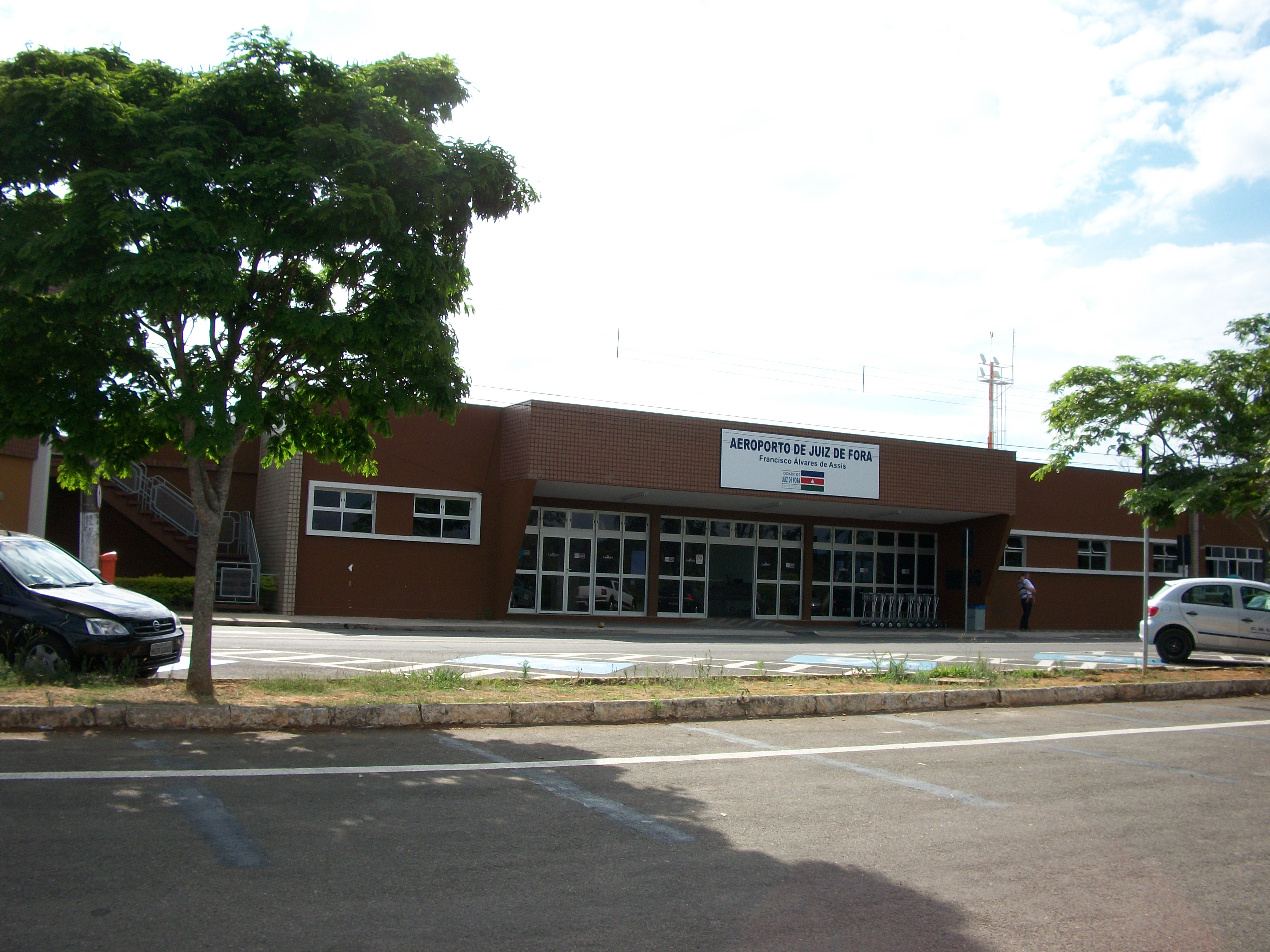
تصویری از فرودگاه

فرودگاه خوئیز د فورا (به انگلیسی: Juiz de Fora Airport) (به زبان بومی: Aeroporto Francisco Álvares de Assis) یک فرودگاه همگانی مسافربری با کد یاتا JDF است که یک باند فرود آسفالت دارد و طول باند آن ۱۵۳۵ متر است. این فرودگاه در کشور برزیل قرار دارد و در ارتفاع ۹۱۱ متری از سطح دریا واقع شده است.